# Liste des souverains de Luzzara
La seigneurie de Luzzara est toujours restée, depuis sa création, sous la souveraineté de la Maison Gonzague, en l'occurrence la lignée dite de Luzzara.

Le premier seigneur de Luzzara est Charles, deuxième fils du duc de Mantoue, Jean François. Il semble que ce dernier ait procédé à un partage de ses fiefs pour l'héritage de ses quatre fils ; son décès surviendra en 1444 :
- Louis, l'aîné, reçoit l'important duché de Mantoue ;
- Charles, le puîné, reçoit, entre autres, les fiefs de Sabbioneta, Bozzolo, Luzzara, Reggiolo ;
- Alexandre, le cadet, reçoit, entre autres, les fiefs de Castiglione, Solférino, Castel Goffredo ;
- Gianlucido, le benjamin, reçoit les fiefs de Volta, Cavriana et Castellaro.

Charles va décéder en 1456. C'est son fils, Ugoletto, qui va lui succéder mais il n'aura pas de descendance. Ses fiefs, tout comme ceux de ses oncles également décédés sans descendance, Gianlucido en 1448 et Alexandre en 1466, vont se retrouver régis par son oncle Louis.

À son tour, Louis va redistribuer ces fiefs entre trois de cinq ses fils (le troisième et le benjamin embrassant la carrière ecclésiastique pour devenir évêques) :
- Frédéric, l'aîné, va hériter de Mantoue ;
- Jean-François, le puîné, va hériter de Sabbioneta et Bozzolo ;
- Rodolphe, le quatrième, va hériter de Castiglione, Solférino et Luzzara (qu'il partagera ensuite entre ses deux fils).

À partir de ces héritiers, vont se développer quatre lignées relativement indépendantes. Il s'en créera d'autres (Vescovato de toutes pièces par Jean, un jeune frère de Frédéric, Guastalla acquis par Ferdinand, un petit-fils de Frédéric et, plus tard, Nevers par Louis IV de Nevers dont le fils Charles reprendra le flambeau de Mantoue).
En 1794, le marquisat de Luzzara, faute d'héritier mâle, sera rattaché à ceux de Parme et Plaisance entre les mains de Philippe de Bourbon-Parme.

## Les seigneurs de Luzzara
- 1444-1456 : Charles (1417-1456)

épouse en premières noces en 1437 Lucie d'Este (1419-1437)
épouse en deuxièmes noces en 1445 Ringarda Manfredi de Faenza
- 1456-???? : Ugolotto (1450-????), fils du précédent et de Ringarda

non marié et sans descendance
régence assumée par Louis III de Mantoue (1414-1478), oncle d'Ugolotto
- 1478-1495 : Rodolphe (1452-1495), fils de Louis III de Mantoue, cousin d'Ugolotto

épouse en premières noces en 1481 Anna Malatesta, sans descendance
épouse en deuxièmes noces en 1484 Caterina Pico
- 1495-1521 : Jean-François (1488-1524) et Louis-Alexandre (1494-1549), fils du précédent et de Caterina
- 1521-1524 : Jean-François d°, seul

épouse Laura Pallavicino de Busseto
- 1524-1561 : Maximilien (1513-1578), fils des précédents

## Les marquis de Luzzara
- 1561-1578 : Maximilien (d°)

épouse Caterina Colonna de Marsi
- 1578-1614 : Prosper (1554-1614), fils des précédents

épouse en 1576 Isabella Gonzague de Sabbioneta
- 1614-1630 : Frédéric Ier (NC-1630), fils des précédents

épouse en premières noces Laura Torelli, sans descendance
épouse en deuxièmes noces Elisabetta Gonzague de Poviglio
- 1630-1666 : Louis Ier (1602-1666), fils du précédent et d'Elisabetta

épouse en 1634 la Princesse Elena Gonzague de Vescovato
- 1666-1698 : Frédéric II (1636-1698), fils des précédents

épouse en 1667 la Princesse Luigia Gonzague de Castiglione
- 1698-1738 : Louis II (1679-1738), fils des précédents

épouse en 1702 Charlotte de Choiseul
- 1738-1782 : Basile (1711-1782), fils des précédents

épouse en 1738 Maria Borromeo
- 1782-1794 : Jean (1721-1794), frère du précédent

épouse en 1766 Teresa Anguissola de Vigolzone

## Arbre de succession des souverains de Luzzara
```
Jean-François de Mantoue
 (possesseur des terres, non régnant ès qualités)

│
├─>
Charles
, seigneur
│  │
│  └─>
Ugolotto de Sabbioneta
, seigneur
│
└─>
Louis III de Mantoue
 dit 
le Turc
 (non régnant, régent entre Ugolotto et Rodolphe)

   │
   └─>
Rodolphe de Castiglione
, seigneur
      │
      ├─>
Jean-François
, co-seigneur puis seigneur seul
      │  │
      │  └─>
Maximilien
, seigneur puis marquis
      │     │
      │     └─>
Prosper
, marquis
      │        │
      │        └─>
Frédéric 
I
er
, marquis
      │           │
      │           └─>
Louis 
I
er
, marquis
      │              │
      │              └─>
Frédéric II
, marquis
      │                 │
      │                 └─>
Louis II
, marquis
      │                    │
      │                    ├─>
Basile
, marquis
      │                    │
      │                    └─>
Jean
, marquis
      │ 
      └─>
Louis-Alexandre de Castiglione
, co-seigneur
```